# Morte di Beatrice d'Este
(Vincenzo Calmeta, Vita di Serafino Aquilano.)
La morte di Beatrice d'Este, duchessa di Milano, avvenne per parto nella notte tra il 2 e il 3 gennaio 1497. L'evento fu preceduto da sinistri presagi e, a opinione di molti storici di rilievo, segnò la rovina del marito e duca Ludovico il Moro, che di lì a pochi anni perdette il dominio dello Stato. Ebbe vasta eco in tutta Italia e anche all'estero, turbando gli equilibri politici prima stabiliti, e divenne oggetto della produzione artistica e letteraria della contemporaneità come dei secoli successivi.
La defunta conobbe, nei limiti della religione cristiana, una sorta di simbolica divinizzazione da parte del marito, il quale manifestò "un cordoglio quasi forsennato". Secondo un'altra versione del fatto, tramandata dallo storico Ludovico Antonio Muratori, la sua morte non avvenne per cause naturali, bensì per avvelenamento, in seguito a un complotto cortigiano.
(Parole di Ludovico Sforza sulla morte della moglie, Saletta Negra.)

## Antefatto
Beatrice aveva già dato due figli maschi al marito Ludovico, senza che da ciò sorgessero complicazioni. Nella primavera-estate 1496, ventenne, si era ritrovata incinta per la terza volta, nonostante i malumori causati dalla nota relazione del marito con una sua dama di compagnia, Lucrezia Crivelli, divenuta la sua favorita.
A differenza di altre donne che, appena scoperta una gravidanza, si allettavano, Beatrice non smetteva di seguire dovunque il marito e non interrompeva le proprie attività preferite, quali la caccia, l'equitazione e la danza. Durante la prima gravidanza nel 1492, essendo circa al quinto-sesto mese, aveva abbattuto un "cinghiale pericolosissimo", poi era stata affetta da una grave forma di malaria e in pericolo di vita, ma il parto, avvenuto nel gennaio 1493, era stato semplice e veloce, e, a detta della madre Eleonora, Beatrice sembrava non averne risentito per nulla. Durante la seconda gravidanza nel 1494, tra il quinto e il settimo mese circa, aveva viaggiato per l'Italia settentrionale e accompagnato l'esercito francese fino in Toscana: pure nel gennaio 1495, a pochi giorni dal parto, ella andava in giro "anchora tanto agile" da far meravigliare l'ambasciatore Benedetto Capilupi; soprattutto meravigliò l'intera corte perché a un paio di settimane dal parto era già uscita di casa, tornando alle attività abituali, sebbene la consuetudine prescrivesse alle nobildonne di rimanere a riposo per circa un mese.
Anche nell'estate del 1496 si recò a Malles per incontrarvi l'imperatore Massimiliano, affrontando un viaggio sulle Alpi descritto dalle fonti come faticoso e partecipando a cacce, senza alcun segno nefasto. Ancora nel novembre si trovava a Pavia, per salutare l'imperatore che tornava in Germania, e ripartì per Milano insieme al marito solo il 7 dicembre 1496, giungendovi il 10.

Alcuni storici imputano la causa della sua morte alla malaria, che l'aveva afflitta nel 1492 durante la sua prima gravidanza, ma non risultano nuove ricadute relativamente al 1496; altri osservano che, a pochi mesi di distanza da lei, rimase incinta anche la stessa Lucrezia Crivelli, e che ciò dovette causare dispiacere a Beatrice; altri ancora infine ricollegano l'evento alla tragica e prematura morte dell'adorata figliastra Bianca Giovanna Sforza, avvenuta solamente un mese prima quella della matrigna. Costei era figlia illegittima di Ludovico e sua carissima amica fin dal primo giorno del suo arrivo a Milano: Beatrice le dimostrava un grande affetto e la voleva sempre accanto. Benché fosse già in avanzato stato di gravidanza, non le fu tenuta nascosta la notizia della sua morte, anzi ne fu informata per prima e spettò a lei il doloroso compito di decidere in che maniera avvisarne Ludovico senza sconvolgerlo. Alla sorella confessò poi che "d'epsa morte ne havemo sentito quello cordoglio et affanno che extimar se potesse".
L'unico segno che lasci intendere una qualche preoccupazione per la gravidanza fu un voto fatto da Beatrice di recarsi, dopo il parto, in visita al Santuario della Madonna di Loreto. Voto che fu in seguito sciolto da Ludovico con la donazione a quel santuario di 100 ducati d'oro.
Significativo è forse che l'imperatore Massimiliano, quando seppe della morte della donna, raccontò all'ambasciatore ferrarese che, l'ultima volta che l'aveva veduta, ella non gli era parsa la stessa Beatrice allegra e vivace che aveva conosciuto all'inizio, e che pareva quasi che sapesse di stare per morire. Tuttavia questo ultimo incontro fra i due avvenne dopo la morte di Bianca Giovanna, nel clima di una corte già desolata e a lutto.
(Lettera di Pandolfo Colleonuccio ad Ercole d'Este, 10 gennaio 1497.)
Altro caso singolare fu che Beatrice avesse lungamente insistito per avere presso di sé la stessa levatrice che la aveva assistita durante i primi due parti, comare Frasina da Ferrara, nonostante la donna fosse ammalata e nonostante il padre le avesse suggerito un'altra levatrice ferrarese ugualmente valida. Tante furono le insistenze della duchessa e le persone mobilitate, che alla fine comare Frasina si mise in viaggio a dorso di mulo raggiungendo Milano per tempo.

### Presagi
La morte fu preceduta da sinistri presagi: quel giorno, a detta del cronista veneziano Marin Sanudo, Beatrice andò in giro per Milano e, capitando nella chiesa in cui era sepolta la suocera Bianca Maria Visconti, stette molto tempo a contemplare la sua sepoltura, senza che coloro che erano con lei riuscissero ad allontanarvela (ma gli storici interpretano il passo riferendo la sepoltura non alla suocera Bianca Maria Visconti, bensì dell'adorata figliastra Bianca Giovanna Sforza); quindi la notte, poco prima che morisse, i muri del suo giardino crollarono senza che vi fosse alcun terremoto né alito di vento. Il crollo del muro in particolare, secondo lo storico Robert de La Sizeranne, sarebbe stato una premonizione dell'imminente crollo del potere del Moro, causato proprio dalla perdita della moglie.
Lo storico milanese Bernardino Corio riferisce poi di strani fenomeni celesti, ossia che, poco prima della disgrazia, il cielo sopra il castello divenne un braciere di fiamme:
(Bernardino Corio, Historia di Milano.)
Questa apparizione è stata messa in relazione da alcuni storici con quella avvenuta esattamente nei medesimi giorni sul cielo di Parma, come raccontato da Ludovico Cavitelli nei suoi annali: una "fax ignea" cioè una fiaccola (un bagliore di fuoco), con tre stelle nella parte inferiore e altrettante nella superiore, del colore del prassino, con orribili facce d'uomini, apparve in cielo e fu udita mugire; contemporaneamente i campi erano corrosi dai bruchi. Dello stesso avvenimento parla Elia Cavriolo nella sua Storia di Brescia, sebbene riferendolo all'anno successivo: "apparve in cielo una falce che sopra di sé aveva tre sanguinose stelle, e sotto tre altre di color verde, ed apparve un'orribil faccia d'uomo che con grandissimo spavento de' riguardanti muggiva in aria. E l'eruche, et altri vermi, non solo nocere all'Herbe, et a sterpi, ma agl'huomini ancora".

## La morte
Questo mostro sul trono, e squarci un figlio

il grembo altero dove fu concetto,

e alla madre crudel doni la morte!»
(Maledizione di Isabella d'Aragona alla cugina Beatrice d'Este, dalla tragedia Ludovico Sforza detto il Moro di Giovanni Battista Niccolini.)

Nel giorno del 2 gennaio, secondo il Sanudo, Beatrice era stata "di bona voglia" in giro per Milano e aveva fatto ballare in castello fino alle otto di sera. Dalla successiva lettera di Ludovico al marchese di Mantova suo cognato è possibile ricostruire succintamente l'evento, conteggiando le ore secondo il sistema antico: tra le sette e le otto di sera Beatrice fu colta dalle doglie, tra le dieci e le undici partorì un figlio maschio già morto e verso la mezzanotte morì, all'età di ventun anni:
(Mediolani, 3 januarii 1497 hora undecima. Ludovicus M. Sfortia Anglus Dux Mediolani)
Simile è pure la cronologia offerta dall'ambasciatore mantovano, nella lettera con cui avvisava la sorella Isabella d'Este, con la differenza che indica il bambino morto subito dopo e non precedentemente al parto:
(Donato de Preti a Isabella d'Este, lettera del 3 gennaio 1497,)
In verità l'epitaffio assicura che il bambino nacque effettivamente morto. L'evento assunse forme diverse nelle varie parti d'Italia: i cronisti ferraresi - Bernardino Zambotti e l'Anonimo ferrarese - parlano di un aborto, cioè di un parto prematuro, sebbene riferiscano l'errata notizia secondo cui Beatrice avrebbe disperso una figlia femmina. Questo aspetto sembra confermato anche dalla lettera che il segretario Bartolomeo Calco scrisse, in nome di Ludovico, alla città di Pavia, se "maturo pariendi tempore" è da intendersi effettivamente nella sua accezione di parto prematuro.
Giovanni Burcardo, protonotario pontificio, nel suo Liber notarum, riferisce addirittura la nascita di un "quoddam monstrum", ossia di una qualche creatura mostruosa, che non fu sepolta, ma conservata nel castello:
(Johann Burchard, Liber notarum, ab anno MCCCCLXXXIII usque ad annum MDVI, Volume 2.)

## Il dolore del Moro
Sebbene la tradisse con altre donne, Ludovico nutriva per la moglie un amore sincero e profondissimo. La sua perdita fu per lui devastante e non riuscì mai a riprendersi. Per settimane intere rimase rinchiuso al buio nei propri appartamenti, con le finestre serrate e a lume di candela, ammettendo pochissime visite. Ne uscì per la prima volta il 31 gennaio, e segretamente, solo per recarsi a visitare la tomba della consorte. I suoi capelli divennero grigio-bianchi, perdendo il consueto colore nero, ed egli si lasciò crescere la barba, indossando da quel momento in poi solamente abiti neri con un mantello stracciato da mendicante. Anche dopo la scadenza del primo anno di lutto, quando cioè gli sarebbe stato lecito riprendere a vestire di colore, egli dichiarò di volere "che sj continuj el negro etiam nel avenire", non solo per sé ma per tutta la corte. Né lui né Galeazzo Sanseverino, inoltre, vestivano mai di seta.
Egli aveva ordinato che nessun parente partecipasse ai funerali, ma all'ultimo momento cambiò idea e fece chiamare l'ambasciatore ferrarese Antonio Costabili. Questi lo trovò disteso a letto, addolorato e rammaricato "tanto quanto homo vedesse mai" e, su richiesta di alcuni consiglieri, provò a confortarlo ad avere pazienza. Ludovico gli rispose che «non credeva potere mai tollerare cussì acerba piaga», e che l'aveva fatto chiamare perché riferisse al duca Ercole che se «non haveva facto quella bona compagnia a Vostra Fiola che la meritava, et anche se in cosa alcuna l'haveva mai offesa», come sapeva di avere fatto, «ne dimandava perdonanza al Ex.tia vostra et a lei, trovandosene malcontento sino al anima», poiché «in ogni sua oratione sempre haveva pregato Nostro Signore Dio che la lassasse doppo di lui, come quella in cui l'haveva persuposto ogni suo riposo, et poi che a Dio non era piaciuto, lo pregava et pregaria sempre continuamente, che se possibile è che mai uno vivo possa vedere uno morto, li conceda la gratia ch'el la possa vedere et parlarli una volta, como quella che l'amava più che se stesso». Concluso il discorso "doppo multi lamente et singulti", e "dolendosse con parole de natura che hariano facto schiopare li sacxi [scoppiare i sassi]", invitò l'ambasciatore ad accompagnare il corpo alla chiesa.
Anche il Sanudo scrive che "la qual morte el ducha non poteva tolerar per il grande amor li portava, et diceva non si voller più curar né de figlioli, né di stato, né di cossa mondana, et apena voleva viver [...] Et d’indi esso ducha comenzoe a sentir de gran affanni, che prima sempre era vixo [vissuto] felice". L'anonimo ferrarese riferisce addirittura che Ludovico, durante il funerale, volle risposare la defunta come se fosse viva, a conferma delle promesse nuziali, atto forse senza precedenti:
(Diario ferrarese dal 1409 al 1502)

Il cronista milanese Giovan Pietro Cagnola si limita a dire che: "ne lo prencipio del presente anno la fortuna se mostrò alquanto calva a questo mio illustrissimo Principe e signore; ché essendoli già [...] andata ad altra vita Bianca, sua dilecta figliola [...], Biatrice Duchessa, sua dilectissima moglie, passò di questa a meliore vita [...] di che tanto dolore ne prese esso Duca, quanto dire né scrivere per me si potesse".
Egli pregò il cognato Francesco di non mandare nessuno a condolersi con lui, "per non renovare el dolore"; allo stesso modo rifiutò, salvo poche eccezioni, di ricevere condoglianze da parte di chiunque, delegando questo compito a Gianfrancesco Sanseverino e Marchesino Stanga. Agli ambasciatori impose che nessuno gli nominasse più Beatrice, né "si dolesse, né facesse segno de mesticia; ma dovesseno parlar di cosse di stato". Arrivò persino a cacciare, qualche mese dopo, la nipote Isabella d'Aragona dal castello, segregandola nel vecchio palazzo dell'Arengo, poiché, abitando ella nelle camere sopra le sue, ogni suo minimo passo gli raddoppiava il dolore.
Egli infatti allontanò da sé ogni cosa che potesse ricordargli i piacevoli momenti trascorsi con la moglie: per questa ragione smise di dedicarsi anche alla caccia, come confessò all'imperatore Massimiliano, con cui si scusava di non potergli mandare in dono buoni falconi, non avendone più fatti allevare da allora. Alla cognata Isabella d'Este, che gli chiedeva in dono il clavicordo di Beatrice (sapendo che era ormai inutilizzato), confessò pure di non aver mai più messo piede nelle camere della moglie dal giorno della sua morte, e che perciò non poteva donarglielo, ma che glielo avrebbe mandato non appena fosse entrato in quelle camere (cosa che per l'appunto non avvenne mai, anche per causa del rifiuto di Ludovico di spostare il contenuto di quelle stanze, volendo che tutto fosse lasciato intatto per com'era).

### Apoteosi della defunta
Per inverso, e in contraddizione, non perdeva occasione per ricordare egli stesso la moglie, della quale decretò l'apoteosi, creandone un vero e proprio culto:
1. Fece coniare una moneta con l'effige di Beatrice sul verso e la propria sul recto;[5][52] cosa assai singolare, dal momento che prima d'allora non era mai capitato che il volto della moglie accompagnasse quello del signore nella monetazione.[53]
2. Ordinò che la quasi totalità delle lastre celebrative all'interno del ducato recasse l'arma e il nome di Beatrice[5] (ciò significò, per l'appunto, l'adozione sempre più frequente dello stemma bipartito con le armi estensi e sforzesche, anche all'interno dei diplomi).[54]
3. Fece riprodurre l'effige di Beatrice sulla corniola dell'anello col sigillo che portava al dito,[55] in sostituzione d'una precedente testa d'imperatore romano. Poiché era consuetudine che i sigilli raffigurassero personaggi emblematici oppure l'effige di colui che deteneva la più alta sovranità, come nel caso di imperatori o re, Ludovico introduceva in tal modo un elemento di grande novità: "facendo effigiare la moglie appena defunta, ne decretava l'apoteosi e ne erigeva l'immagine a nume tutelare della dinastia, vera e propria icona della stirpe ducale".[5] Pur tuttavia non se la sentì mai di portare tale corniola al dito e la affidò a un suo cortigiano, Francesco Scafeto, che ricevette perciò da quel momento il compito di convalidare lettere e documenti al posto suo.[56]
4. Ottenne di poter venerare religiosamente la moglie tramite la sua associazione a una ipotetica Santa Beatrice, cui furono dedicate la Saletta Negra e una cappella in Santa Maria delle Grazie, prossima alla sua sepoltura. La cappella speculare a essa fu invece dedicata a San Ludovico.[57]
5. A Cristoforo Solari commissionò un magnifico monumento funebre con le loro due figure giacenti scolpite nel marmo, dichiarando che «piacendo a Dio avrebbe un giorno riposato accanto a sua moglie fino alla fine del mondo».[58] Simbolo di unione coniugale perpetua,[59] il sepolcro è uno dei pochi esempi, in Italia, di tomba doppia appositamente pensata per coniugi.[60] Si tratta di un'altra innovazione iconografica di grande significato, che indica la precisa volontà del Moro di porre sé e la moglie come i legittimi detentori del potere e rifondatori della dinastia, al pari delle grandi monarchie europee.[60] Il fatto poi che egli si fosse fatto raffigurare morto mentre era ancora in vita, cosa assai insolita per quei tempi, esprime il fatto che la morte della moglie lo avesse ormai privato di ogni ragione di vita.[51]
6. Alla sua memoria dedicò la Pusterla Beatrice, che abbellì in stile rinascimentale.[5][61]
7. Per un anno intero fece voto di mangiare in piedi, su un vassoio sorretto da un servitore, e impose il digiuno a corte ogni martedì, giorno della morte della moglie.[41]
8. In castello si fece preparare una sala tutta addobbata di nero, che fu poi nota come Saletta Negra, una sorta di santuario dove si ritirava a piangere la moglie in solitudine,[47] e dovunque si recasse voleva che i suoi alloggiamenti fossero parati di nero.[62]
9. Ogni giorno si recava almeno due volte in visita alla sua tomba, senza mai mancare,[63] cosicché gli ambasciatori che volevano parlare con lui lo trovavano più spesso in Santa Maria delle Grazie che non in castello.[64] Qui egli riuniva, talora, il consiglio,[39] così come un tempo aveva ordinato che esso si riunisse nelle camere di Beatrice.[65]

Egli si convinse che Dio lo stesse punendo per i suoi peccati e, se da un lato s'accrebbe la sua religiosità, dall'altro iniziò a interessarsi di necromanzia: fu in contatto con un giovane negromante ferrarese che si propose di venire a Milano, assicurandogli di essere in grado di evocare gli spiriti dei defunti sotto sembianza umana e promettendogli di farlo parlare con loro a piacimento, ma come la vicenda andasse a finire non è dato sapere.
Informa il Sanudo, relativamente all'aprile 1497, che "dapoi la morte di la moglie, el ducha era venuto devotissimo; diceva l'oficio grande; dejunava et viveva casto, come se divulgava, et in la soa corte non era come prima, et al presente pareva molto temesse Idio".
Manifestazioni di lutto così esasperate colpirono tutti i contemporanei, sebbene furono poi interpretate da alcuni storici come una farsa condotta ad arte, per via del fatto che, sebbene pare che in un primo momento Ludovico avesse interrotto la relazione con Lucrezia Crivelli, comunque nel 1500 la donna si trovò di nuovo incinta. Se così fosse, non si capisce tuttavia a chi potesse essere rivolta questa farsa, né che senso avrebbe avuto proseguirla così a lungo, come osserva Maria Serena Mazzi. A opinione di Luisa Giordano, non v'è motivo di credere che il suo sentimento non fosse sincero. Anche negli istanti più critici, ovvero nel giorno della fuga da Milano, il suo ultimo pensiero - come riferisce il Corio - fu di recarsi in visita alla tomba della moglie prima di partire.
(Vincenzo Calmeta, Triumphi.)
A riprova della sincerità del dolore che gli causava questo ricordo, "tale che, come fu detto, dava del capo ne' muri", basterebbe citare il fatto che l'ambasciatore Costabili non lo menzioni al funerale della moglie, cosa che lascerebbe intendere che non si fosse mosso dal letto; egli non presenziò neppure alla commemorazione per l'anniversario del 1499, si disse perché ammalato di "meninconia". Proprio nelle occasioni ufficiali, quando avrebbe cioè avuto occasione di dare pubblico spettacolo, egli mancava, preferendo piangere la moglie in solitudine. Diversi episodi testimoniano del resto il vivo terrore che Ludovico ebbe sempre di perderla: la sua costante presenza nel letto della moglie gravemente ammalata, che non smetteva di abbracciare e baciare, a tal punto da subirne il contagio; il desiderio di conoscere la causa di ogni sua minima e insignificante indisposizione, come del mal di gola che l'aveva disturbata a Venezia nel 1493; la supplica rivolta a Francesco Gonzaga di salvare Beatrice dalla violentissima sedizione degli alemanni a Novara, non pensando ad altro che alla sua incolumità. Tanto l'amo da viva, tanto più l'amo da morta, e l'innegabile presenza di amanti altro non è che una conseguenza della sua natura passionale.
Secondo Robert de La Sizeranne la sua disperazione era autentica, ma non tanto dovuta all'amore, quanto piuttosto al fatto che Ludovico avesse trasformato la moglie in un feticcio, cioè in un portafortuna, per via della sua innata capacità di trionfare su tutto e di "affrontare il pericolo impunemente [...] con uno scoppio di risate". Non l'aveva amata da fidanzato e gli era stato infedele da marito, ma sentiva che Beatrice aveva un ruolo che nessun'altra donna avrebbe mai potuto svolgere, quello di stella propizia. Questo sarebbe anche il motivo per il quale conduceva la moglie con sé dovunque, non risparmiandole alcuna fatica neppure durante le sue gravidanze. Si separò da lei solo per mandarla in missione diplomatica a Venezia, e anche lì gli portò fortuna, ma fece pressioni su tutti (parenti e Doge), affinché rientrasse a casa al più presto. "Quasi tutti gli uomini che hanno compiuto un'ascesa inaspettata, scampando a tanti pericoli, credono nella loro stella: era una delle debolezze, particolarmente di Ludovico il Moro. Era naturale che questa stella gli sembrasse identificarsi con sua moglie. Si era fatto strada al potere senza di lei, ma era da lei che risaliva la sua ascesa al vertice, la sua presa su tutta l'Italia, il suo prestigio senza precedenti in Europa".
Secondo la ricostruzione offerta dalla biografa Silvia Alberti de Mazzeri, i rapporti fra i coniugi avevano cominciato a deteriorarsi già attorno al 1495: la politica altalenante del Moro aveva rivelato tutte le sue debolezze e contraddizioni, e Beatrice non si sentiva più attratta da lui come una volta. Ludovico da parte sua, sebbene l'amasse ancora tantissimo, non trovava più gusto nel sorprendere con la propria generosità una moglie che, resa ormai ricca e potente proprio a causa delle sue cospicue donazioni, non aveva più bisogno di lui per soddisfare le proprie esigenze, e cercava perciò soddisfazione altrove: nella più povera cognata Isabella d'Este, che lusingava con strepitosi regali, e nell'amante Lucrezia Crivelli. Quest'ultima non avrebbe costituito dunque altro che uno sfogo.
Significativo è pure che, quando l'8 marzo gli nacque da Lucrezia un figlio maschio, qualcuno gli suggerì di chiamarlo Francesco, poiché era nato nell'anniversario di morte del duca Francesco Sforza, ma Ludovico rispose subito di "non volere fare questa iniuria [offesa]" alla moglie defunta, poiché sarebbe sembrato ch'egli volesse porre il nuovo nato al di sopra di quelli avuti da lei.
(Giannetto Bongiovanni, Isabella d'Este marchesa di Mantova, 1960, p. 95.)

### Rifiuto di seconde nozze
Una certa amicizia pare che Ludovico avesse con Chiara Gonzaga, sorella del marchese Francesco di Mantova, e dopo la morte della moglie qualcuno arrivò a proporre un matrimonio tra i due: un medico mantovano dichiarò a un gentiluomo della corte di Chiara che Ludovico lo aveva mandato a Mantova allo scopo di chiedere la donna in moglie al marchese, e sua figlia per il proprio primogenito. Venutone a conoscenza, Ludovico si affrettò a chiarire il malinteso, dichiarando di non conoscere nessun medico e di non avere alcuna intenzione di risposarsi, e di aver anzi negato a Chiara il passaggio per Milano proprio per non creare illusioni, pur confermandole la propria amicizia. "Et tanto maiore è l'admiratione [meraviglia] nostra che per noi non è mai cercato, né parlato, né anche pensato de Madama de Monpensero né altra, perché poi che persemo la illustrissima nostra consorte mai scintilla ce vene di pensero de non condictione de mogliere, anzi domandando la predicta Madama nel ritorno suo in Francia transito per Milano li lo negassemo" fu la dichiarazione ufficiale di Ludovico.
Allo stesso modo rifiutò le proposte matrimoniali che gli venivano dalla Germania e da Napoli: l'imperatore Massimiliano avrebbe voluto che il suo primogenito, Ercole Massimiliano, fosse promesso alla sorella del duca di Savoia, e che Ludovico stesso sposasse la figlia del marchese di Brandeburgo. L'ambasciatore Erasmo Brasca disse all'imperatore che ogni insistenza era inutile, poiché il duca non aveva nessuna intenzione di risposarsi, e Massimiliano rispose scandalizzato: "io non posso credere che 'l s.re duca, essendo savio como è, debia, per l'amore quale portava alla fe[lice] me[moria] de la duchessa, lassare di fare quelle cose quale sono ad augumento de la dignità de la casa sua e secureza del stato suo, maxime non giovando all'anima de la ill. duchessa". Egli sosteneva insomma che tanta ostinazione non andasse a beneficio né del suo stato né tantomeno della morta.
Solo quando la situazione si fece disperata, ossia con la sua cacciata da Milano nel 1499, si diffuse la voce che Ludovico avesse chiesto in sposa una delle figlie del Sultano, onde ottenere l'alleanza del Turco per riconquistare il ducato, e che le trattative non fossero andate in porto. Tuttavia Ludovico negò sempre d'aver mai intrapreso qualsiasi trattativa col Sultano.

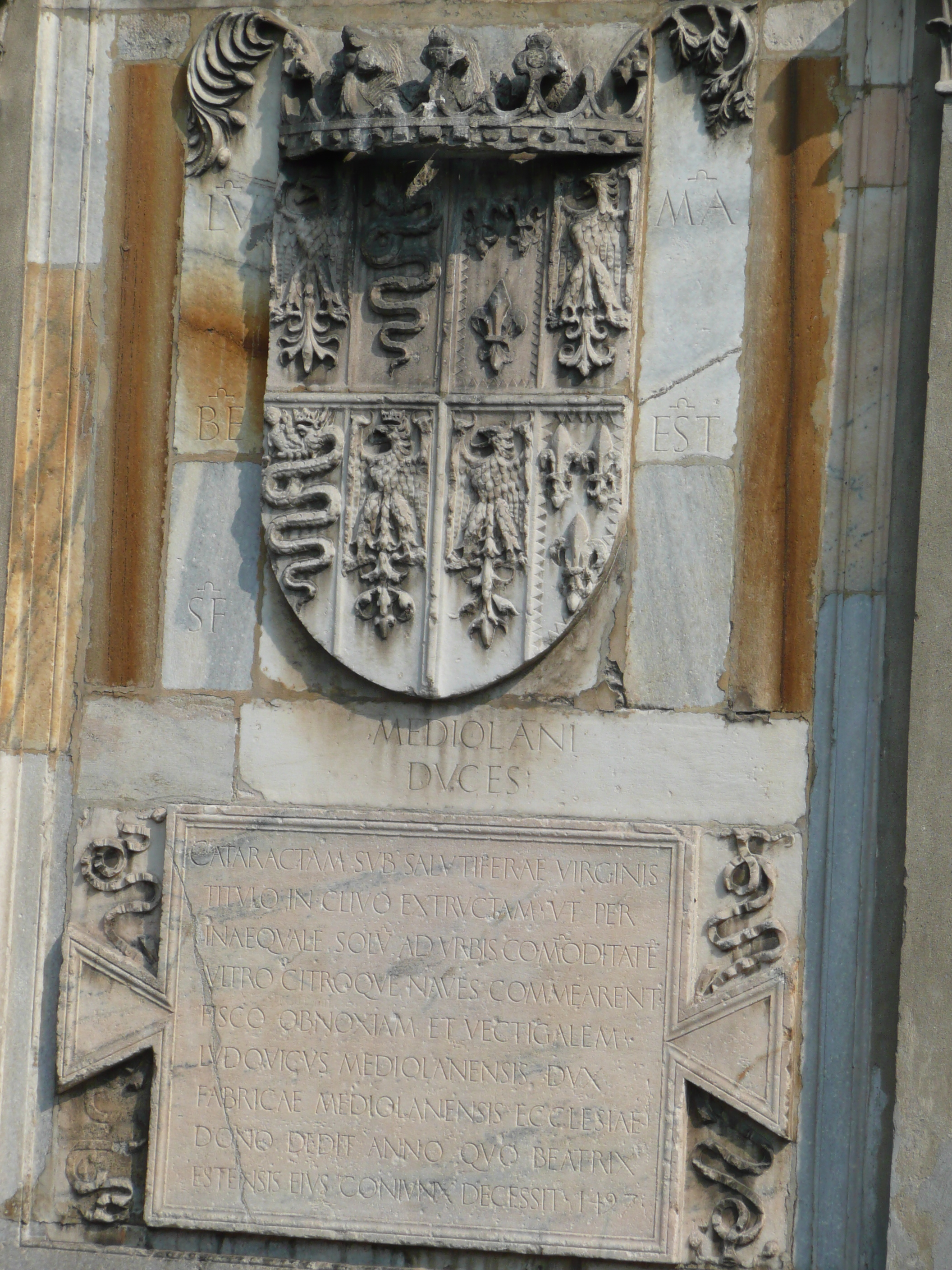
Lapide con l'unione dello stemma sforzesco ed estense, voluta da Ludovico in memoria della moglie. Conca di Viarenna, Milano, 1497

## Il sibillino passo del Muratori
Lo storico settecentesco Ludovico Antonio Muratori, nelle proprie Antichità Estensi, accenna alla possibilità di un delitto:
(Ludovico Muratori, Antichità Estensi)
Il passo, alquanto vago, ricevette nel tempo diverse interpretazioni. Secondo alcuni storici, il Muratori volle far intendere che Beatrice avesse avvelenato Bianca Giovanna per vendetta nei confronti di Galeazzo Sanseverino, il quale offriva il proprio palazzo agli incontri segreti tra Ludovico e Lucrezia Crivelli, e che pertanto Galeazzo si fosse alla medesima maniera vendicato. In verità Beatrice amò Bianca Giovanna come una sorella e mai avrebbe potuto desiderarne la morte. Più probabilmente il Muratori volle far osservare che, se entrambe le giovani furono colte da morte improvvisa nel giro d'un mese, qualcuno doveva volere il male del Moro.

### Galeazzo Sanseverino
Allo stesso modo appare inverosimile che Galeazzo fosse stato responsabile delle due morti, poiché dimostrò grande dolore per entrambe, e non si comprende il motivo per cui avrebbe dovuto cagionare, con la rovina dei propri benefattori, altrettanto la propria. L'ambasciatore Antonio Costabili rimase anzi colpito dal comportamento dell'uomo durante il funerale della duchessa, scrivendo al duca Ercole d'Este che "il Sig.r messer Galeazo da San Severino in demonstratione, in parole, et in effecti ha facto cose mirabile in significatione del affectione che gli [le] portava, extendendosse a fare conoscere ad ognuno le virtute et bontate che regnavano in quella Ill.ma madona".
Come il suocero, anche Galeazzo continuò a vestire il lutto almeno fino al 1498, in esplicito riguardo alla duchessa e non già alla moglie (anch'essa defunta da due anni). Marin Sanudo informa poi che ancora alla fine del 1501, ben oltre la disfatta di Ludovico, Galeazzo continuava a vestire di nero e aveva perfino smesso di tagliarsi i capelli (ormai lunghi fino alla cintura): un'immagine di depressione e di degrado per la quale non si esplicita la motivazione, ma ch'era forse rivolta alla prigionia del suocero e alla propria triste condizione di vagabondo.

Lo storico ottocentesco Achille Dina insiste sulla forte "intimità" tra Beatrice e Galeazzo e insinua - ma senza addurre alcuna prova concreta a sostegno di questa ipotesi - che i due fossero amanti, sostenendo che a "qualche intimo rimorso" fosse dovuto il profondo dolore di lei per la morte della figliastra Bianca Giovanna:
parto? [...] Forse la sua condotta verso Isabella? o qualche cosa nei suoi rapporti col marito di Bianca, l'affascinante Galeazzo Sanseverino, la cui intrinsechezza e continua comunanza di piaceri con lei non può non colpire?»
(Achille Dina, Isabella d'Aragona
Duchessa di Milano e di Bari.)
Se è vero che i due si trovano spesso accoppiati in giochi, cacce e faccende di maggior serietà, è però altrettanto vero che niente sarebbe stato possibile senza il consenso e l'incoraggiamento dello stesso Ludovico, del resto quasi sempre compartecipe dei loro divertimenti. Una presenza altrettanto costante fu, nella vita della donna, Galeazzo Visconti, assegnatole dal marito come una sorta di cavalier servente, e la quasi omonimia fra i due uomini portò alcuni storici (fra cui lo stesso Dina sulla scorta della Cartwright) a credere che Beatrice stesse in compagnia sempre e soltanto del Sanseverino, mentre il suo corteggio era assai vario. Al di là dell'indubbia amicizia che la legò a Galeazzo - il quale fu, tra l'altro, additato dai contemporanei quale amante del duca Ludovico, non già della duchessa, sebbene il Sanudo ci assicuri che era anche appassionato di donne - Beatrice si mostrò sempre donna pudica e fedele al marito: nessuno dei contemporanei insinuò mai nulla a proposito di un suo possibile adulterio e niente lascerebbe pensare a una sua relazione con Galeazzo o con chiunque altro.

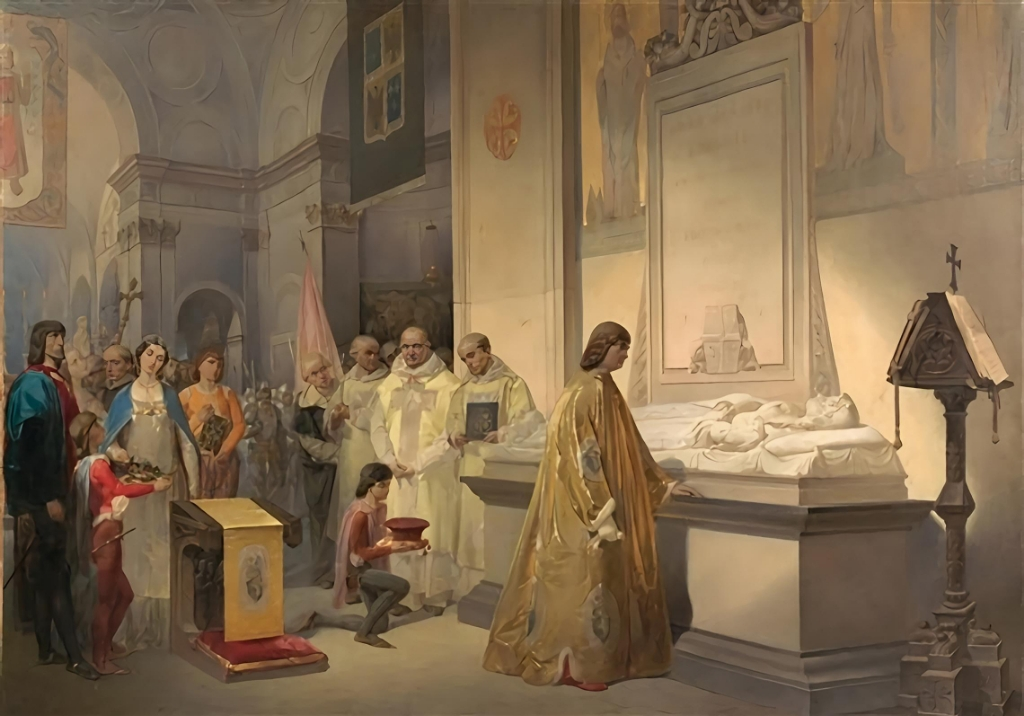
Il duca Ludovico visita la tomba della moglie nella chiesa di Santa Maria delle Grazie, Alessandro Reati, fra il 1850 e il 1873.

Il Muratori, bibliotecario degli Este a Modena, ma che aveva anche lavorato presso la Biblioteca Ambrosiana di Milano, parla di una certa cronaca - presumibilmente ferrarese - che riporterebbe la confessione del delitto da parte della dal Verme morente, tuttavia non fornisce alcun indizio utile a chiarire chi fosse l'autore della suddetta cronaca, oggi sconosciuta. Prendendo a esame la lettera inviata dall'ambasciatore Costabili al duca Ercole, Robert de La Sizeranne nota che la menzione speciale dedicata al dolore di Galeazzo lascia sorpresi, come se si avesse qualche ragione di dubitarne. Ciò lascia supporre che corressero già allora delle voci maligne, le quali fosse necessario smentire. L'autore però precisa che tutto smentisce l'ipotesi dell'avvelenamento, e che quest'ultimo non è necessario a spiegare una morte assai comune a tanti giovani donne. Non si conosce alcun rancore di Galeazzo nei confronti della duchessa e Ludovico, che pure ne avrebbe avuto i mezzi, non pensò mai ad aprire delle indagini. "Lungi dal mostrare il minimo allontanamento da Galeazzo, egli lo riempì dei suoi favori".

### Ercole d'Este
Lo stesso duca Ercole d'altra parte aveva fama di avvelenatore seriale, essendo stato accusato a più riprese, negli anni, di aver avvelenato o tentato di avvelenare il nipote Niccolò, la moglie Eleonora, il genero Francesco Gonzaga e perfino lo stesso Ludovico, colpevoli di essersi opposti alla sua politica. Questa almeno la voce circolante nel 1487, quando Ludovico fu ridotto in punto di morte da una strana malattia caratterizzata da fortissimi dolori di stomaco, che lo tenne allettato per quasi un anno e che uccise in pochi giorni due suoi figli bambini a lui carissimi. Il caso di morti multiple nella famiglia sforzesca si ripeté anche nel 1496, quando spirarono ben tre dei suoi figli bastardi - Leone, Bianca e un terzo - poco prima che una simile sorte toccasse anche a Beatrice. Non sembra però che qualcuno avesse stavolta ricollegato l'evento al duca Ercole, sebbene Beatrice avesse, già dal 1495, adottato una politica filoveneziana e filoimperiale, mentre il padre era rimasto dalla parte francese. Egli proclamò lutto pubblico a Ferrara, interdicendo tutti i consueti festeggiamenti dell'anno, ma d'altra parte emerge, nelle lettere di condoglianze, tutta la sua logica utilitaristica: al genero scrisse di aver amato Beatrice "per le singulare conditione et virtute sue, più teneramente che alcuno altro de nostri figlioli", e che la sua immatura morte gli aveva arrecato "tanto cordoglio che mai non sentissemo el magiore", ma che molto più lo preoccupavano le condizioni psico-fisiche dello stesso Ludovico, poiché, nel caso in cui dovesse morire di dolore o patirne, "faressemo [la considereremmo] molto magiore perdita di questa". Alla cognata regina d'Ungheria parlò invece del "cordoglio et amaritudine grandissime" causata dalla perdita di questa figlia che, collocata per matrimonio in una posizione così ragguardevole, avrebbe potuto portargli molti vantaggi: "essendo mia figliola dotata de eximii costumi, et excellente virtute et dignamente collocata che, quando sperava sentire ogni bon fructo di lei [...] la mi è manchata et ne sum rimasto privo, che causa che non mi posso consolare".

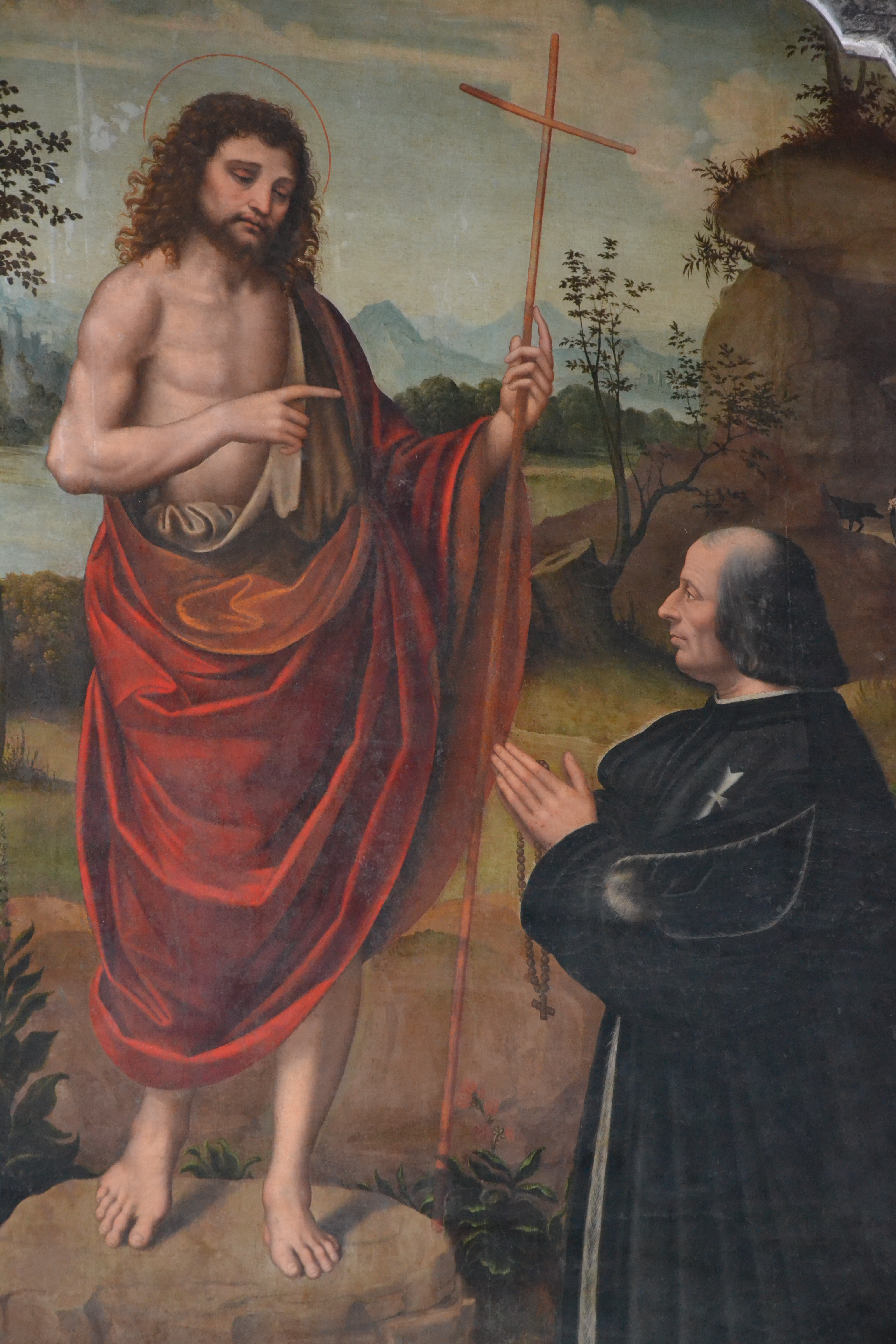
Cappella di San Giovanni Battista, Pala di Marco d’Oggiono. Forse un ritratto dello stesso Ludovico durante il lutto.

### Francesca Dal Verme
In base alle ricerche d‘archivio effettuate dallo storico vogherese Fabrizio Bernini, questa misteriosa avvelenatrice Francesca Dal Verme risulta essere la figlia illegittima di Pietro Dal Verme, avuta – come il fratello Francesco – da una donna di bassa estrazione sociale. Entrambi i figli, Francesco e Francesca, (per questa non compaiono citazioni nel Litta e in altri archivi nobiliari in quanto illegittima ed espropriata), furono affidati alla vedova Chiara Sforza con appannaggio ducale dopo la morte del padre.
La voce diffusa all'epoca era che Pietro dal Verme non fosse morto di morte naturale, bensì avvelenato dalla stessa moglie Chiara Sforza su commissione del Moro, il quale infatti ne incamerò i possedimenti a discapito dei figli del conte, devolvendo l'intero stato del defunto - a eccezione di Bobbio - proprio al genero Galeazzo, mentre a Bianca Giovanna toccò in dote Voghera. È perciò plausibile che i due Dal Verme covassero profondi rancori verso lo Sforza. Effettivamente Bianca Giovanna, tornata in salute, subì una ricaduta dopo essersi recata nella contea di Voghera, dov'era probabile vivesse ancora suddetta Francesca.
Dopo la conquista francese del ducato di Milano del 1499, i Dal Verme riuscirono tra alterne fortune a rioccupare i feudi sottrattigli, finché, dopo la morte di Galeazzo Sanseverino, non vi si insediarono definitivamente. Il fratellastro di Galeazzo, Giulio, intentò contro di loro una causa nel tentativo di recuperarli, ma senza successo.

## Funerali
Furono procurate due casse di piombo: una per la madre e una "picenina" [piccolina] per il neonato. Le esequie furono "tanto pompoxe, devote et magnifi[ch]e quanto dire se possa". Il corpo della duchessa fu accompagnato alla chiesa di Santa Maria delle Grazie da una infinità di religiosi, gentiluomini, popolani e dagli ambasciatori residenti, tutti vestiti a lutto e con una tale quantità di torce di cera bianca purissima "ch'el era uno stuppore". I paramenti e i tessuti che adornavano il catafalco e il corpo stesso della defunta erano intessuti in oro, il che aveva anche un valore simbolico, essendo l'oro il più prezioso e incorruttibile dei metalli.
L'eco dell'evento fu enorme e superò, forse, la realtà dei fatti. Come osservato dall'anonimo ferrarese, si dicevano "cose incredibile a chi non le havesse viste", a partire dalla ripetizione della cerimonia nuziale attuata dal Moro sul catafalco della defunta, che non risulta dal resoconto dell'ambasciatore Costabili.
Cento torce, per volontà di Ludovico, furono messe ad ardere giorno e notte per molti giorni, e per un intero mese furono celebrate quotidianamente cento messe in suffragio della sua anima. Solennissime esequie furono poi ripetute anche in varie altre città, come a Ferrara e ad Ala, per volontà rispettivamente del duca Ercole e dell'imperatore. Bernardino Zambotti scrive che la sua "morte fu de grande dolore a suo patre e a tuta questa citade, per essere stà persona piacente, vertuosa e molto dilecta da tuti li populi, a' soi servitori liberalissima".

### Commemorazioni
Il 3 gennaio 1498 avvenne la prima solennissima commemorazione, che fu attesa come un evento di Stato: Ludovico scrisse a tutte le città del ducato di volere che le celebrazioni fossero magnifiche, in virtù non solo del "singulare amore quale li havemo portato et portamo", ma anche dell'importanza che Beatrice aveva avuto al suo fianco. Egli presenziò alla cerimonia in Santa Maria delle Grazie, mentre volle che Galeazzo Sanseverino presenziasse, in sua vece, a quella in Duomo. In questa occasione sappiamo che fu esposta, alle Grazie, "la capsa ovi è il corpo dela prefata quondam Illustrissima Madona Duchessa". Commenta l'ambasciatore Antonio Costabili che "questo anniversario [...] è stato dele stupende et magne cose che se potesse excogitare. Ni credo che in christianitate se facesse may il più sumptuoso ni digno". Ludovico per tutto il giorno non volle "impazo [impaccio] de cosa del mondo, salvo che de questo, essendo sta[to] serrato in dicto convento senza admissione de ambasciatori ni altri".
Le celebrazioni furono ripetute in forma simile anche per l'anniversario del 1499, ma Ludovico non poté, come detto, presenziarvi, poiché ammalato di "meninconia".

## Il mistero della sepoltura
Dopo gli impressionanti funerali, Beatrice fu sepolta nel coro delle Grazie. Ludovico commissionò subito a Cristoforo Solari il magnifico monumento funebre con le loro due figure giacenti scolpite nel marmo, ma, a causa della conquista francese del ducato, rimase incompiuto. Tuttavia era già in gran parte eretto nell'abside della chiesa. In seguito alle disposizioni del Concilio di Trento sulle sepolture (1564), a causa dell'eccessivo zelo del cardinale Borromeo, esso venne scomposto e in gran parte disperso. Solamente il coperchio con le statue funebri, per la pietà dei monaci certosini, venne salvato, e acquistato per l'esigua somma di 38 scudi fu trasferito vuoto alla Certosa di Pavia, dove tutt'oggi si trova.

Esso comunque non venne mai utilizzato: la tomba di Beatrice rimase quella posta sopra due mensole nel presbiterio della chiesa, "enlevée en haut très richement", secondo la testimonianza di Pasquier le Moyne, che la vide nel 1515. Anch'essa, in seguito alle disposizioni del Concilio, venne interrata, ma non si sa dove. Secondo Luca Beltrami, la salma di Beatrice venne deposta in fondo al coro, sotto la medesima pietra che copriva i suoi figliastri Leone, Sforza e Bianca, nel posto in cui per tradizione si continuò a incensare nel giorno della commemorazione dei defunti.

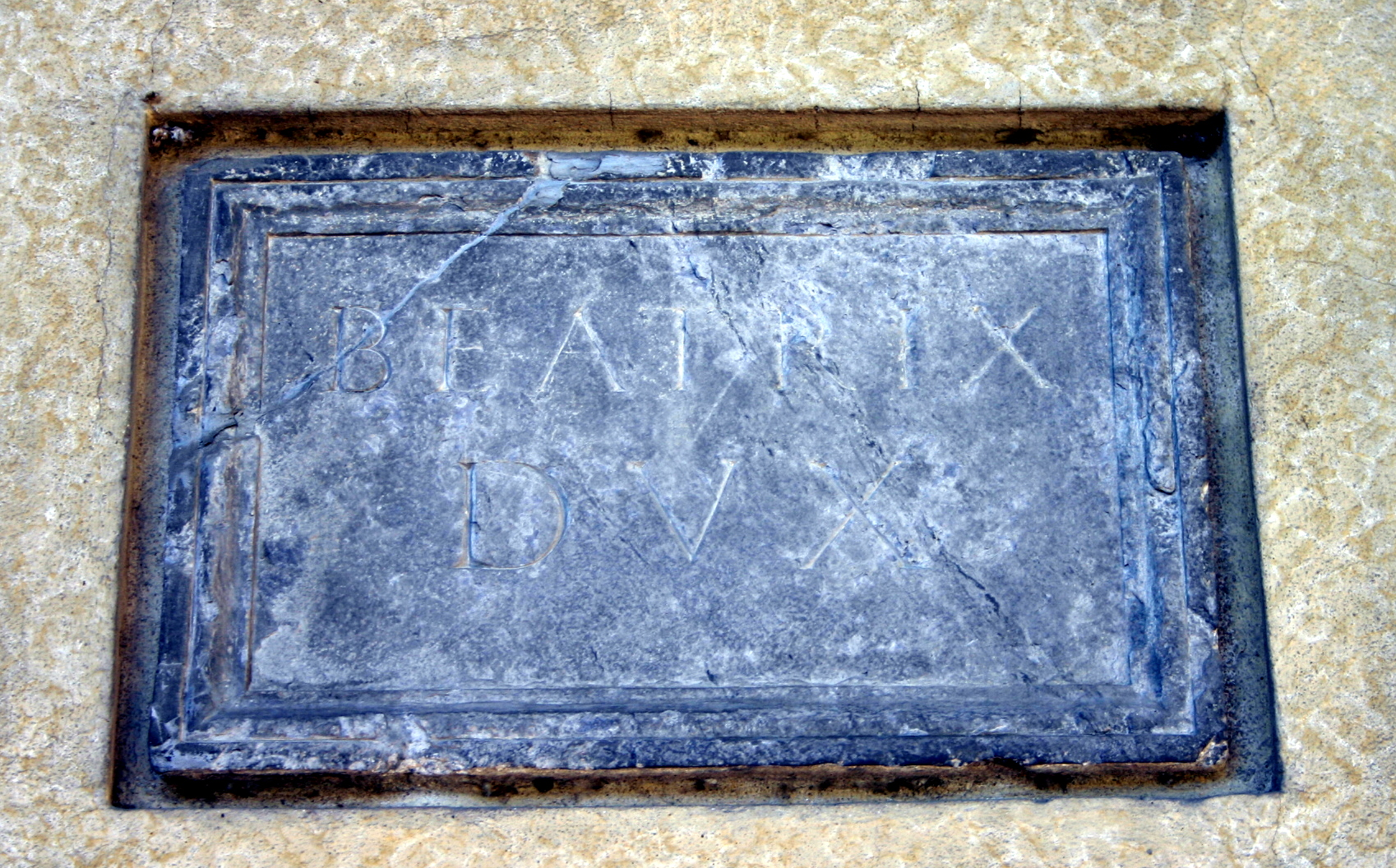
Lapide con l'iscrizione Beatrix dux (lett. "Beatrice duca") nel chiostro di Santa Maria delle Grazie, anticamente indicante l'esatta collocazione delle reliquie di Beatrice in fondo al coro della medesima chiesa.

Nel novembre del 1935, durante alcuni lavori di sostegno della cupola di Santa Maria delle Grazie, uno scavo prolungato verso l'interno del lato destro dell'altare maggiore portò alla scoperta di un cunicolo funerario dal quale furono estratte alcune ossa. Venne alla luce anche una cassa di piombo lunga 180 centimetri, assai più larga dal lato delle spalle che non dei piedi, con un'apertura longitudinale superiore che dimostrerebbe come fosse stata già manomessa in epoca imprecisabile. La cassa metallica era protetta da una ulteriore in legno, di cui rimanevano alcuni resti infraciditi. All'interno fu rinvenuto un teschio recante ancora alcune ciocche di capelli scuri, disposti in piccole trecce, poche altre ossa e frammenti di stoffa e di pizzo intessuto in oro. Tutti questi elementi, e specialmente il materiale della cassa - il piombo - riservato a personaggi di rilievo, dettero motivo di credere che si trattasse della sepoltura di una signora, forse proprio di Beatrice. Lo squarcio del coperchio e la mancanza di qualsiasi ornamento confermano che la cassa sia stata violata e depredata degli oggetti preziosi. Le dimensioni della parte superiore indicherebbero che la defunta fosse pomposamente vestita. Si sa effettivamente che Beatrice era stata collocata in una cassa di piombo rivestita di legno e di stoffa, e vestita con la sua più bella camora d'oro tirato ricchissima. Tuttavia una medaglietta rinvenuta nella cassa con l'effige di San Carlo Borromeo, canonizzato nel 1610, lascia intendere che la sepoltura dovesse appartenere a quell'epoca, a meno che la medaglietta non fosse caduta o fosse stata riposta all'interno in un secondo momento. Accurati studi sui resti ossei hanno portato a concludere che il cadavere fosse stato inumato da più di duecento anni e che appartenesse a una donna la cui statura dovesse aggirarsi intorno a 1,60 m., ma di età certamente superiore ai cinquant'anni, dunque è da escludere l'identificazione con Beatrice.
Il figlio, non essendo stato battezzato, non poté essere riposto con la madre nel sepolcro. Ludovico, affranto, lo fece pertanto tumulare sopra la porta del chiostro di Santa Maria delle Grazie con questo epitaffio latino, che ad alcuni parve rancoroso:
Precise indicazioni sulla sepoltura offre anche l'ambasciatore mantovano, fornendo tra l'altro la preziosissima informazione per cui essa avvenne solamente un anno dopo la morte:
(Benedetto Capilupi a Isabella d'Este, lettera del 21 gennaio 1498.)
Anche di questa sepoltura si persero le tracce. Ludovico morì invece in prigionia a Loches, in Francia, e lì si stima che sia tuttora sepolto. Gustave Clausse, biografo di Beatrice, fornisce (pur con qualche contrasto rispetto ad altri storici) qualche notizia in più in merito alle sepolture: interpretando a suo verso la testimonianza di Paquier le Moyne per cui ai piedi di Beatrice si trovava "notre Seigneur en tombeau", Clausse sostenne che il cadavere di Ludovico fosse stato riscattato dal figlio Massimiliano (dopo il recupero del ducato nel 1512) e deposto nel mausoleo di famiglia, e che il nuovo duca si fosse premurato di ultimare le statue funerarie del padre e della madre, poco prima del 1515. Altri storici giudicarono più semplicemente che ai piedi di Beatrice si trovasse una statua di Cristo nel sepolcro, opera anch'essa del Solari.
Clausse fornisce tuttavia anche l'interessante notizia per cui la lastra tombale di marmo nero con la scritta Beatrix dux era il segnale posto a indicare, ancora alla fine del 1800, l'esatta collocazione delle reliquie di Beatrice nel fondo del coro, ivi traslate dopo il Concilio di Trento. La lapide fu rimossa circa nell'epoca in cui lo storico scrive e incastonata nel muro esterno del piccolo coro attiguo alla chiesa, dove tutt'oggi si trova.

## Conseguenze politiche
(Orlando Furioso
corredato di note storiche e filologiche.)
La maggioranza degli storici concordano nel dire che Ludovico, di natura paurosa, fosse solito trarre ogni coraggio dalla propria consorte, e che Beatrice fosse stata la sua salvezza nell'estate del 1495, quando egli fu sul punto di perdere lo stato in seguito all'aggressione del duca Luigi d'Orleans, il quale fu sconfitto nel corso del travagliato assedio di Novara. Subito dopo la morte della moglie, iniziarono i segni dell'impopolarità di Ludovico: le alleanze si andarono sciogliendo, i sovrani si allontanarono uno per uno e gli ambasciatori non furono più in grado di procacciargli aiuti. "Ben presto poté contare soltanto su stati anch'essi deboli e minacciati: Napoli, Forlì e Bologna, cioè sul nulla".

Ludovico era sempre stato convinto che sarebbe morto prima di lei e nelle sue capacità aveva riposto tutte le proprie speranze per il mantenimento dello stato durante la minorità dei figli.
(Rodolfo Renier, Gaspare Visconti)
Persino un illustre e potente personaggio dell'epoca come l'imperatore Massimiliano, in una notevole lettera di condoglianze, riconobbe il ruolo di Beatrice in quanto alleata del marito:
(Lettera di condoglianze di Massimiliano I d'Asburgo a Ludovico Sforza)
"Massimiliano, nel qualificare Beatrice come associata al principato, non poteva sospettare quali disastri sarebbero seguiti alla rottura di questa associazione. Ludovico il Moro, trascinato senza guida e senza sostegno attraverso eventi che non poteva più controllare, visse solo disgrazie. La sua defezione dall'alleanza francese gli costò la corona e la libertà".
Non diversamente l'umanista Niccolò Lugaro, nel tesserne l'elogio funebre, la definisce "sicuro fondamento del dominio", "non tanto vergine ma viragine", e ne sottolinea il ruolo di guida e consigliera, dolendosi che sia venuta a mancare proprio in un momento tanto delicato per il marito:
(Niccolò Lugaro, Deploratio illustrissime Beatricis domine nostra vita functe etc.)
Dalla sua morte furono molto turbati i faentini, giudicando che Astorre Manfredi avrebbe perso il favore di Milano: Faenza, filoveneziana, era nemica di Forlì, filofiorentina, di cui era signora Caterina Sforza, nipote di Ludovico. Beatrice doveva aver persuaso il marito a estendere la sua protezione a Faenza e si temette, con la sua morte, un rivolgimento di alleanze, quale poi in effetti accadde con la guerra di Pisa, quando Ludovico abbandonò l'alleata Venezia per Firenze, mossa che segnò poi la sua rovina. Se ne rallegrò invece Malipiero, dicendo: "e con questa morte cesserà tanta intelligentia che genero e suocero haveva insieme", ossia giudicando che, senza più l'intermezzo di Beatrice, avrebbe avuto definitivamente fine la collaborazione tra Ludovico e il suocero Ercole d'Este di Ferrara.
Fin da quello stesso gennaio 1497 Ludovico iniziò a temere di perdere lo stato, ma la situazione precipitò quando, nel 1498, il re di Francia Carlo VIII morì senza figli e il duca d'Orleans gli succedette come Luigi XII. Nel 1499 quest'ultimo tornò una seconda volta a reclamare il ducato di Milano e, non essendoci più la fiera Beatrice a fronteggiarlo, ebbe facile gioco sull'avvilito Moro, che dopo una fuga e un breve ritorno finì i suoi giorni prigioniero in Francia.
(Raffaele Altavilla, Breve compendio di storia Lombarda)

## Influenza culturale
(Vincenzo Calmeta, Triumphi.)

### Letteratura
Abbastanza numerose furono le produzioni letterarie per commemorare la defunta: il suo segretario, Vincenzo Calmeta, compose per lei i Triumphi, un poemetto in terza rima d'ispirazione petrarchesca e dantesca nel quale il poeta piange la prematura scomparsa della duchessa e invoca la Morte affinché gli conceda di seguirla, inveendo contro il crudele Fato e la miseria della condizione umana, finché Beatrice stessa non scende dal Cielo a consolarlo e a trarlo fuori dal suo "passato errore", mostrandogli come in verità ogni cosa avvenga secondo la giustizia divina. Il poeta, commosso e sbigottito, le rivolge si allora con questa invocazione:
(Triumphi (III, 79-84))
Nel canzoniere che le dedicò Gaspare Visconti un sonetto, introdotto dalla rubrica "per la morte de la Duchessa e per il periculo ove questa patria è posta", mostra già la consapevolezza della prossima rovina dello stato causata dalla disperazione del Moro per la perdita della consorte: "e la mia patria assai mi dà spavento | che in lui si regge, perché ogni edifizio | ruina, se vien manco il fondamento".
Antonio Grifo scrisse ben undici sonetti in sua morte, Serafino Aquilano quattro, così anche altri poeti, fra cui Niccolò da Correggio, Timoteo Bendedei, e Cornelio Balbo. Michele Marullo compose un Epitaphium Beatricis Estensis:
(Michele Marullo Tarcaniota, Epitaphium Beatricis Estensis.)
Antonio Cammelli, detto il Pistoia, inviò al Moro ventisei sonetti e una lunga composizione in terza rima, conosciuta come "La Disperata", per consolarlo della morte "di quella tua sì chiara, anci chiarissima coniunta da te amata in terra, Beatrice, ora nel cielo tra le caste martire locata". Nella Disperata, il poeta presta voce allo stesso Ludovico nell'esprimere il suo lamento:
(Antonio Cammelli detto il Pistoia, La Disperata.)
Alla sua morte presta particolare attenzione - pur con incongruenze storiche non indifferenti - il romanzo di Ignazio Cantù intitolato Beatrice o La corte di Lodovico il Moro.

### Arte
Il profondo dolore del Moro per la dipartita della moglie fu rappresentato in pittura da due pittori della corrente romantica: Giovan Battista Gigola e Alessandro Reati.

### Nella cultura di massa
L'evento è infine rappresentato in alcune due serie televisive: La vita di Leonardo da Vinci e Leonardo, sebbene, in quest'ultimo caso, con qualche forte anacronismo dovuto alla mancanza di una levatrice.

### Leggende
Si tramanda che Ludovico avesse fatto costruire un passaggio segreto sotterraneo che, dal castello, conduceva direttamente a Santa Maria delle Grazie, così da potersi recare a visitare la moglie in tranquillità.